# Soltero en el aire
Soltero en el aire é uma telenovela mexicana, produzida pela Televisa e exibida em 1984 pelo El Canal de las Estrellas.

## Elenco
- Óscar Bonfiglio
- Sergio DeFassio
- Pilar Delgado
- Frank Moro
- Grace Renat